# Georgia Jones
Georgia Jones (Fort Smith (Arkansas),4 april 1988) is een pornografisch actrice. Ze begon haar carrière toen ze ongeveer 19 was. Ze is in totaal in 73 films verschenen. Sinds ze haar carrière begonnen is, was ze alleen te zien in lesbische en soloscènes. Ze had een relatie met pornografisch actrice Faye Reagan van 2007 tot 2010 en samen verschenen ze in 20 scènes. Ze is Penthouse Pet of the Month van augustus 2011.

## Films (selectie)
- Bondage Is Bad for Business! (2007)
- Bound and Gagged Captives of Chloro! (2007)
- They Tied Me Topless (2008)
- Girls in White 5 (2008)
- Hot Showers 17 (2008)
- School's Out! (2008)
- Girls Will Be Girls 4 (2008)
- Fem: Vivace (2008)
- Sexy Secretaries Struggle and Squeal (2009)
- Teen-Alien Sex Dreams (2009)
- Lesbian Adventures: I Love to Trib (2009)
- Party of Feet (2009)
- Mother Daughter Exchange Club 11 (2010)
- Lesbian Legal 6 (2010)
- Faye N' Georgia's Birthday Bash (2010)
- Pin-Up Girls 4 (2010)
- Real College Lesbians (2010)
- Tosh Porn Oh (2011)
- Girl Games Volume 2 (2011)
- Good Girls Have Great Soles (2012)
- Lesbian Riding School (2012)
- Cuties in Captivity (2012)
- Charlie's Girl: Georgia Jones (2013)
- Lesbian Adventures: Strap-On Specialists 9 (2015)
- Vampires (2017) (miniserie)
- Full Service Exchange (2017)
- Moving Day (2018)
- Spa Confessions (2018)

## Prijzen
Georgia werd genomineerd voor in totaal drie AVN Awards, namelijk:
- 2009 - Beste seksscène bestaand uit alleen vrouwelijke koppels in Fem Vivace.
- 2010 - Beste groepseksscène bestaand uit alleen vrouwen in Party of Feet.
- 2011 - Beste Gonzo-uitgave in Faye & Georgia's Birthday Bash.
- 2011 - Beste seksscène bestaande uit een vrouwelijk trio in Pin-Up Girls 4.